# 유이친 (삼호효후)
유이친(劉利親, ? ~ ?)은 전한의 제후로, 하간헌왕의 현손이다.

## 행적
아버지 유원의 뒤를 이어 삼호후(參戶侯)에 봉해졌다. 시호를 효라 하였고, 아들 유도가 작위를 이었다.

## 출전
- 반고, 《한서》 권15상 왕자후표 上

| 선대 아버지 삼호경후 유원 | 전한의 삼호후 ? ~ ? | 후대 아들 유도 |